# Honne en Tatemae
Honne en Tatemae (Japans: 本音 [hon'ne]ʳ [hõ̞nːe̞] (oprechtheid); 建前 [tatemae]ʳ [taːte.mɑ͡eː] (façade)) zijn Japanse antagonistische begrippen, waarbij "honne" staat voor de ware gevoelens van een persoon en "tatemae" staat voor het gedrag dat men vertoont in het openbaar. Het afwisselen tussen het uiten of het verhullen van oprechte meningen of gedachten, heeft als doel om in professionele en sociale situaties gezichtsverlies te vermijden en de onderlinge harmonie te behouden. Het is in de Japanse cultuur ongewoon om diepere emoties te tonen en sterke meningen te verkondigen. Vooral het tonen van: woede, verdriet, en teleurstelling is zeldzaam en gebeurt in de regel louter naar intimi. De Japanners hechten veel waarde aan het handhaven van de harmonie, om de goede sfeer in een groep te behouden. Men wil ook niet anderen tot last zijn door hun zorgen te delen en kiezen ervoor om tatemae toe te passen. In de praktijk betekent dit dat meningen en intenties frequent worden verborgen. Het honne-tatemae-verschil wordt door velen beschouwd als zeer grote invloedsfactor in de Japanse cultuur.

## Etymologie
Het woord hon'ne  is de romaji-transliteratie van de kanji 本音. Het is een samenstelling van het zelfstandige naamwoord 本 [hon] "wortel" of "bron" in de kun-lezing en het zelfstandige naamwoord 音 [ne] "geluid" eveneens in de kun-lezing. Honne, betekent letterlijk: "brongeluid". Het woord tatemae is de romaji-transliteratie van de kanji 建前. Het is een samenstelling van het werkwoord 建 [tate] "gebouwd" in de kun-lezing en het zelfstandig naamwoord "voorgevel" [mae], eveneens in de kun-lezing. Tatemae kan grofweg worden vertaald als "gebouwde voorgevel" en verwijst naar de façade om meningen en emoties mee af te schermen.

## Oorzaken
In de Japanse cultuur wordt gezichtsverlies gevreesd, daar het door de gemeenschap wordt opgelegd. Dit in tegenstelling tot het zelfopgelegde schuldgevoel in Westerse culturen. Het is gebruikelijk om directe confrontaties en ruzies in sociale aangelegenheden te allen tijde te voorkomen. Dit gebeurt onder andere door kritische meningen, gevoelens van afkeer en de waarheid te verbergen. Publiekelijk zeggen dat iemand ongelijk heeft of dat hij een fout heeft gemaakt, wordt beschouwd als zeer ongepast gedrag en het leidt tot gekwetste gevoelens en gezichtsverlies van die persoon. De Japanners gaan ver om conflicten te voorkomen en zullen zelfs ronduit liegen om de harmonie te bewaren, want hij die de harmonie breekt lijdt zelf ook gezichtsverlies.

## Nomikai
Tijdens een nomikai (drankfeest) is het juist de bedoeling dat men wat meer van zijn of haar ware persoonlijkheid toont aan collega's en de manager. Waar tijdens de werkuren tatemae wordt verwacht van de werknemers, heeft men dan de mogelijkheid ook honne te tonen. Alcoholconsumptie resulteert in mensen die meer van zichzelf laten zien en minder sociale remmingen ervaren. Het geeft een groep medewerkers de gelegenheid elkaar beter te leren kennen en op basis van die kennis kunnen besluiten worden genomen over promoties of eventuele zakendeals.

## Kritiek
Doordat het concept van honne en tatemae geen onderdeel uitmaakt van de Westerse culturen zijn er soms conflicten tussen Japanners en niet-Japanners. Het bewaren van de harmonie en het voorkomen van gezichtsverlies heeft niet dezelfde prioriteit in de Westerse wereld als in de Japanse cultuur. Door de globalisatie komt het vaker voor dat mensen uit andere delen van de wereld in contact komen met Japanners en bemerken dat Japanners niet altijd oprecht zijn, wat weer leidt tot conflicten.